# Tania Russof
Tania Russof (Riga, 7 de junio de 1974) es una actriz pornográfica letona.

## Biografía y carrera
Fue descubierta en abril de 1994 por Pierre Woodman, que trabajaba como director para la revista Private Media Group y se encontraba buscando bellezas eslavas. Tania trabajaba en la tienda de ropa de su madre, en el centro de Riga. Woodman pasó varias semanas tratando de convencerla de participar en una sesión de fotos. Tres meses después, al cumplir los 20 años, ella decide pasar el casting para hacer porno. Al mes siguiente viajan a Moscú donde Tania realiza su primera sesión de fotos. Semanas más tarde, se encontraban en La Reunión realizando varias sesiones fotográficas. Por ese entonces, Woodman vivía en París con dos modelos, Natacha Krivovheeva y Una Karklina (ex-miss Letonia), por lo que la convivencia con Tania la convirtieron en una más de sus amantes ocasionales de sus producciones.
En noviembre del mismo año, un problema de visado impide que Tania Russof viaje a Inglaterra para protagonizar la segunda superproducción de Pierre Woodman llamada "La Torre". En febrero de 1995, ambos retoman su trabajo juntos y viajan a las Seychelles donde realizan sesiones que sirvieron para hacerla conocida en Europa, apareciendo por primera vez (la primera de cinco a lo largo de toda su carrera) en la portada de la revista Hot d'Or, la más importante del porno europeo..
Ese mismo año se instala en París tras firmar un contrato de exclusividad por tres años con Private, ganando $ 300 000 por una película al año. La primera fue "El Gigoló" (1995), dividida en dos partes, con un presupuesto de $ 500 000, rodada en Francia, que la llevó a ganar el premio a Mejor actriz en el FICEB del años siguiente. La segunda película, una trilogía, "La Pirámide" (1996), se rodó en Egipto, gozando de presupuesto de 1,2 millones de dólares. Esta película catapultó a Tania Russof el olimpo de las actrices porno europeas, y convirtió a Pierre Woodman en el mejor director porno del mundo, iniciando una gira mundial de promoción de esta película que los llevó por Estados Unidos, Brasil, España, Bélgica, entre otros. 
El 12 de julio de 1996, Tania Russof y Pierre Woodman contraen matrimonio y viajan de luna de miel al desierto de Arizona y a Islandia.
Al año siguiente rodarían la última película en activo de Tania Russof, "Tatiana" (1997), una trilogía de época, rodada en el palacio de Eszterháza, Hungría y alrededores. Contó con un presupuesto de $ 600 000. Este film obtuvo buenas críticas. 
En 1998, en la ceremonia de los venus en Berlín obtuvo el premio a la mejor actriz. Ese mismo año, luego de haber sido una Penthouse Pet, puso fin a su carrera pornográfica. Fue asistente de su marido, que hizo un documental sobre su carrera, "Tania Russof Story". Luego de algunos inconvenientes maritales, se divorcia en buenos términos en septiembre del 2000.

## Filmografía
- 1994: Private Video Magazine 17
- 1995: Triple X video 2
- 1995: El Gigolo de Pierre Woodman (en dos partes)
- 1996: La Pirámide de Pierre Woodman (trilogía)
- 1996: Triple X 12 (clip)
- 1997: Tatiana de Pierre Woodman (trilogía)
- 1999: Tania Russof: the Story de Pierre Woodman (en dos partes)

## Revistas
- Private XXX N° 3 (1994)
- Pirate N° 29 (1994)
- Private N° 127 (1994)
- Private N° 128 (1994)
- Triple X N° 6 (1995)
- Penthouse Pet of the Month (septiembre de 1996)
- Private N° 140 (1997)
- Penthouse Pet of the Year (enero de 1999)

## Premios
- 1998: Hot d'Or por Private Gold 26: Tatiana 1 (1998)
- 1998: Venus Award: "Mejor actriz"-Europa